# Dieta y obesidad

Energía alimentaria disponible a lo largo del tiempo
Mapa de la disponibilidad de energía alimentaria por persona y día en 1961 (kcal/persona/día).
Mapa de disponibilidad de energía alimentaria por persona y día en 1979-1981 (kcal/persona/día).
Mapa de disponibilidad de energía alimentaria por persona y día en 2001-2003 (kcal/persona/día).

|} La dieta desempeña un papel importante en el comienzo de la obesidad. Las elecciones personales, la publicidad de los alimentos, las costumbres sociales y las influencias culturales, así como la disponibilidad y el precio de los alimentos, influyen a la hora de determinar qué y cuánto come una persona.

## Aporte energético

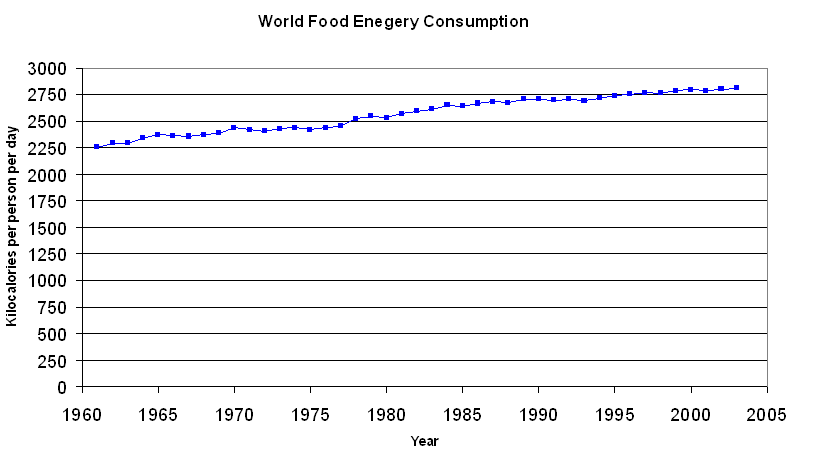
Consumo medio de energía per cápita en el mundo de 1961 a 2002.

El suministro de energía alimentaria son los alimentos disponibles para el consumo humano, normalmente expresados en kilocalorías por persona y día. Proporciona una sobreestimación de la cantidad total de alimentos consumidos, ya que refleja tanto los alimentos consumidos como los desperdiciados. El suministro de energía alimentaria per cápita varía notablemente entre las distintas regiones y países. También ha cambiado significativamente con el paso del tiempo[1]. Desde principios de los años 70 hasta finales de los 90, la media de calorías disponibles por persona y día (la cantidad de alimentos comprados) ha aumentado en todas las partes del mundo, excepto en Europa del Este y algunas zonas de África. Estados Unidos tenía la mayor disponibilidad, con 3654 kilocalorías por persona en 1996[2], cifra que aumentó aún más en 2002, hasta 3770.[3] A finales de los 90, los europeos tenían 3394 kilocalorías por persona, en las zonas en desarrollo de Asia había 2648 kilocalorías por persona y en el África subsahariana la gente tenía 2176 kilocalorías por persona[2][4].
El suministro de energía alimentaria es el alimento disponible para el consumo humano, generalmente expresado en kilocalorías por persona por día. Proporciona una sobreestimación de la cantidad total de alimentos consumidos, ya que refleja tanto los alimentos consumidos como los desperdiciados. El suministro de energía alimentaria per cápita varía notablemente entre diferentes regiones y países. También ha cambiado significativamente a lo largo del tiempo. Desde principios de la década de 1970 hasta finales de la de 1990, el promedio de calorías disponibles por persona por día (la cantidad de alimentos comprados) ha aumentado en todas las partes del mundo, excepto en Europa del Este y partes de África. Los Estados Unidos tuvieron la mayor disponibilidad, con 3654 kilocalorías por persona en 1996. Esta cifra aumentó aún más en 2002, alcanzando las 3770. Durante finales de la década de 1990, los europeos contaban con 3394 kilocalorías por persona, en las zonas en desarrollo de Asia había 2648 kilocalorías por persona, y en el África subsahariana las personas disponían de 2176 kilocalorías por persona.

## Consumo de calorías en promedio

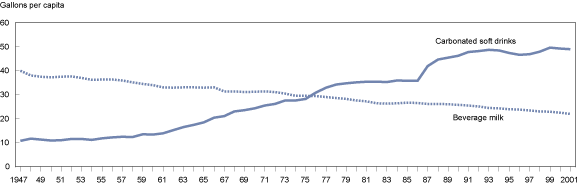
Gráfico del USDA que muestra el aumento del consumo de refrescos y el descenso del consumo de leche de 1947 a 2001.

De 1971 a 2000, la media diaria de calorías que consumían las mujeres en Estados Unidos aumentó en 335 calorías al día (1542 calorías en 1971 y 1877 calorías en 2000). En el caso de los hombres, el aumento medio fue de 168 calorías al día (2450 calorías en 1971 y 2618 calorías en 2000). La mayoría de estas calorías adicionales procedían de un aumento del consumo de hidratos de carbono, aunque también se produjo un aumento del consumo de grasas durante el mismo periodo de tiempo. El aumento del consumo de calorías se atribuye principalmente al «consumo de comida fuera de casa; al aumento del consumo de energía procedente de aperitivos salados, refrescos y pizza; y al aumento del tamaño de las porciones». Otras fuentes señalan que el consumo de refrescos y otras bebidas azucaradas representa actualmente casi el 25% de las calorías diarias de los adultos jóvenes estadounidenses. Dado que estas estimaciones se basan en lo que las personas recuerdan haber consumido, por ello, puede que se subestime la verdadera cantidad de calorías consumidas.

## Comida rápida
A medida que las sociedades dependen cada vez más de las comidas rápidas hipercalóricas, la relación entre el consumo de comida rápida y la obesidad se vuelve más preocupante. En Estados Unidos, el consumo de comidas rápidas se ha triplicado y la ingesta de calorías procedentes de la comida rápida se ha cuadruplicado entre 1977 y 1995. También se considera que el consumo de bebidas azucaradas contribuye en gran medida al aumento de las tasas de obesidad.

## Tamaño de las porciones

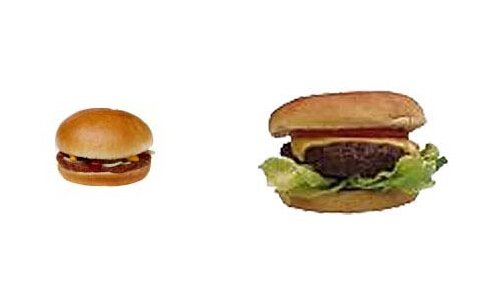
Comparación de una hamburguesa con queso típica de 1984 (izquierda), de 333 calorías, con una hamburguesa con queso de 2004 (derecha), de 590 calorías, según el Instituto Nacional del Corazón, los Pulmones y la Sangre.

El tamaño de las raciones de muchos alimentos envasados y de restaurante ha aumentado tanto en Estados Unidos como en Dinamarca desde la década de los 70. Las raciones de comida rápida, por ejemplo, son de 2 a 5 veces mayores que en la década de 1980. Se ha demostrado que las raciones más grandes de alimentos hipercalóricos provocan una mayor ingesta de energía y, por tanto, mayores tasas de obesidad.

## Consumo de carne
Un estudio de 2010 publicado en el American Journal of Clinical Nutrition realizó un seguimiento exhaustivo de 373.803 personas durante un periodo de 8 años en 10 países. En su conclusión, el estudio informó de que el consumo de carne (carne procesada, carne roja y aves de corral) se asocia positivamente con el aumento de peso y el aumento de la obesidad abdominal en hombres y mujeres. En respuesta, la National Cattlemen's Beef Association rebatió que el aumento del consumo de carne puede no estar asociado con el aumento de grasa. Sin embargo, en una respuesta posterior en la que se controlaba sólo la grasa abdominal en una muestra de 91.214 personas, se descubrió que, incluso cuando se controlaban las calorías y los sujetos con cáncer o que habían dejado de fumar, el consumo de carne estaba relacionado con la obesidad. Otros estudios de población, revisiones y estudios de metaanálisis han corroborado la afirmación de que un mayor consumo de carne está relacionado con mayores tasas de obesidad, especialmente en lo que respecta a la carne roja y la carne procesada.

## Consumo de azúcar
Beber más bebidas azucaradas (incluidos zumos de frutas, refrescos, bebidas de frutas, bebidas deportivas, bebidas energéticas y bebidas de agua enriquecidas, té helado azucarado y limonada) aumenta la ingesta total de energía y, por lo tanto, aumenta el riesgo de síndrome metabólico, obesidad y diabetes de tipo 2. Los niños que consumen más azúcar añadido en alimentos y bebidas tienen un mayor riesgo de padecer sobrepeso. Por sí mismo, el azúcar no es un factor causante de la obesidad y el síndrome metabólico, sino que, cuando se consume en exceso, es un componente de un comportamiento dietético poco saludable. Los adultos que aumentan o disminuyen su consumo de azúcar libre aumentan o disminuyen su peso.
Los estudios indican que deberían aplicarse políticas sanitarias gubernamentales para desincentivar la ingesta de bebidas azucaradas y reducir la obesidad en niños y adultos. La obesidad ha ido en aumento en el siglo XXI. Aparte de añadir un exceso de calorías, los mecanismos por los que el consumo elevado de azúcar causa obesidad no están claros debido a las limitaciones de la investigación clínica que incluye factores no controlados, como la dieta en general, la actividad física y el sedentarismo.

## Consumo de alimentos ultraprocesados
Numerosos estudios a gran escala han demostrado que el consumo de alimentos ultraprocesados tiene una relación dosis-dependiente positiva tanto con la obesidad abdominal como con la obesidad general en hombres y mujeres. El consumo de una dieta rica en alimentos no procesados y mínimamente procesados está relacionado con un menor riesgo de obesidad y menos enfermedades crónicas. Estos resultados son coherentes en poblaciones estadounidenses, canadienses, latinoamericanas, británicas, australianas, francesas, y españolas.
Determinados ingredientes utilizados en los alimentos ultraprocesados se han relacionado con un mayor riesgo de obesidad. La ingesta de grasas trans procedentes de aceites industriales se ha asociado a un aumento de la obesidad abdominal en hombres y de peso y perímetro de cintura en mujeres. Estas asociaciones no se atenuaron cuando se tuvo en cuenta la ingesta de grasas y calorías.
Del mismo modo, el consumo excesivo de alimentos fritos se relaciona con un mayor riesgo de obesidad a nivel poblacional. A nivel más individual, el riesgo relativo de consumo de alimentos fritos y de aumento de peso parece depender de la predisposición genética.

## Política social y cambio

Prevalencia de la obesidad en la población adulta por regiones (2000 - 2016).

Prevalencia de la obesidad en la población adulta en 2016.

Las nuevas tecnologías agrícolas han propiciado una reducción general del coste de los alimentos en relación con los ingresos familiares, especialmente en los países de ingresos altos. En su popular libro «El dilema del omnívoro», el periodista Michael Pollan relacionó las subvenciones ofrecidas a los agricultores de maíz, soja, trigo y arroz a través de la ley agrícola estadounidense con el consumo excesivo de calorías derivadas de estos cultivos y con el aumento de las tasas de obesidad. Aunque el aumento del consumo de alimentos derivados de estos productos está correlacionado con un aumento del IMC (a nivel de población), ninguna investigación actual apoya una relación causal entre las subvenciones agrícolas y la obesidad. Desde una perspectiva política, el coste del azúcar disminuiría en los Estados Unidos si se eliminaran los programas de apoyo a los productos básicos de la ley agrícola, en gran parte debido a los aranceles de la ley agrícola que restringen la importación de azúcar de menor coste disponible en el mercado mundial.
La participación de los adultos en el Programa Asistencial de Nutrición Suplementaria del Departamento de Agricultura de Estados Unidos (es decir, los cupones de alimentos) se asocia positivamente con la obesidad, el perímetro de cintura, la glucosa elevada en ayunas y el síndrome metabólico.

## Metabolismo
Las pruebas no respaldan la opinión comúnmente expresada de que algunas personas obesas comen poco pero engordan debido a un metabolismo lento. En general, las personas obesas tienen un gasto energético mayor que las de peso normal o las delgadas y, de hecho, presentan tasas metabólicas basales más elevadas. Esto se debe a que se necesita más energía para mantener una masa corporal mayor. Las personas obesas también declaran menos alimentos de los que consumen que las de peso normal. Las pruebas con sujetos humanos realizadas en un calorímetro respaldan esta conclusión.